# 털루이스 테그

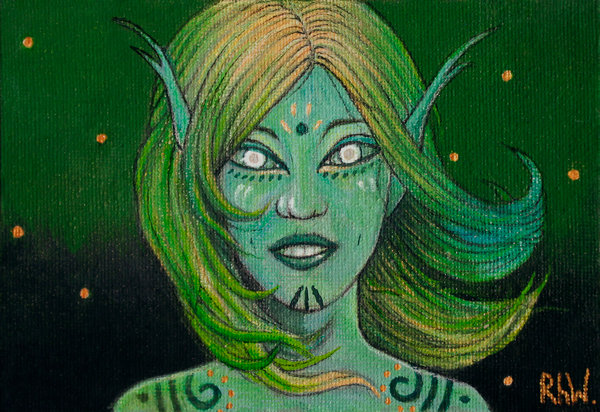

털루이스 테그(웨일스어: Tylwyth Teg [ˈtəlwɪθ teːg])는 "요정"을 뜻하는 웨일스어 말이다. 벤디스 어 마나우(웨일스어:  Bendith y Mamau), 구일리온(웨일스어: Gwyllion), 에서슬론(웨일스어: Ellyllon) 등의 다른 이름이 있다.
"털루이스 테그"라는 말은 14세기 사람 다버드 압 구일럼의 시에서 처음 등장한다.
털루어스 테그는 밝은 색깔의 머리카락을 가지고 있으며, 자신들과 비슷하게 금발을 가지고 있는 인간의 어린이를 갈망한다. 그래서 금발 아이를 유괴하고 대신 가짜 아이를 남겨두는데 이것을 체인질링이라고 한다. 균륜을 따라 원무를 추고, 땅 속이나 물 밑에 산다. 마음에 드는 인간에게 부를 주지만 이 선물은 발설하는 순간 사라져 버린다. 철이 금기라서 철을 건드릴 수 없다. 여성 털루이스 테그는 인간 남자와 결혼해 아내가 되기도 한다. 하지만 이 요정 아내들은 여전히 요정이라 철을 만질 수 없으며, 이 금기를 지키지 않으면 요정들의 땅으로 되쫓겨져 다시는 남편과 재회할 수 없게 된다.
민속학자 윌리엄 워트 사익스는 털루이스 테그를 다섯 가지 종류로 나누었다. 코블러나우(Coblynau)는 광산의 요정으로 노움과 비슷하다. 부바호드(Bwbachod)는 브라우니 같은 집요정이고, 구라게드 안눈(Gwragedd Annwn)은 호소와 하천의 여자 요정들이다. 구일리온(Gwyllion)은 산의 요정으로, 페어리보다는 하그에 가깝다. 마지막으로 에서슬론(Ellyllon)은 단수형으로 에서슬(ellyll)이고, 숲속에 살며 게르만 신화의 알프와 같은 것이다. 에서슬론은 버섯을 먹고 살며, 디기탈리스 꽃을 장갑으로 쓴다. 마브 여왕이 에서슬론을 다스리는 군주이며, 마음에 드는 이들에게 축복을 줄 수 있다.